# Carlos Guimard
Carlos Enrique Guimard (* 6. April 1913 in Santiago del Estero; † 11. September 1998) war ein argentinischer Schach-Großmeister.
Carlos Guimard erhielt 1950 von der FIDE den Titel Internationaler Meister, 1960 den Großmeistertitel. Er gewann die Meisterschaft von Argentinien in den Jahren 1937, 1938 und 1941. Er war Mitglied der argentinischen Mannschaft bei den Schacholympiaden 1937, 1939, 1950 und 1954. 1950 und 1954 gewann er mit der argentinischen Mannschaft Silber. 1937 war er in der Einzelwertung Zweitbester am vierten Brett.
Die Antwort 3. … Sb8–c6 auf die Tarrasch-Variante der Französischen Verteidigung ist nach ihm benannt.
Guimards letzte Elo-Zahl betrug 2325, seine höchste Elo-Zahl von 2410 hatte er 1971. Vor Einführung der Elo-Zahlen hatte Guimard im April 1939 seine höchste historische Elo-Zahl von 2647.
Guimard hatte beruflich mit Spielen zu tun.

## Turnierresultate
- 1937 Berlin: 1. Platz

Guimard gewann Wettkämpfe gegen:
- Roberto Grau (+4, 4=, -0), 1937
- Luis Piazzini (+7 =1 −2)
- Carlos Maderna (+7 =2 −0), 1941